# Теодор Моно
Теодор Андре́ Моно́ (фр. Théodore André Monod, Руан, 9 квітня, 1902 — Версаль, 22 листопада, 2000) — французький природознавець, дослідник та вчений-гуманіст.

## Дослідницька діяльність
На початку своєї кар'єри Моно став професором у Національному музеї природознавства в Парижі, і заснував Institut fondamental d'Afrique noire у Сенегалі. Він став членом академії Académie des sciences d'outre-mer у 1949 році, членом французької Королівської морської академії у 1957, та членом Французької академії наук у 1963. У 1960 році він став одним із засновників Всесвітньої академії мистецтва і науки.

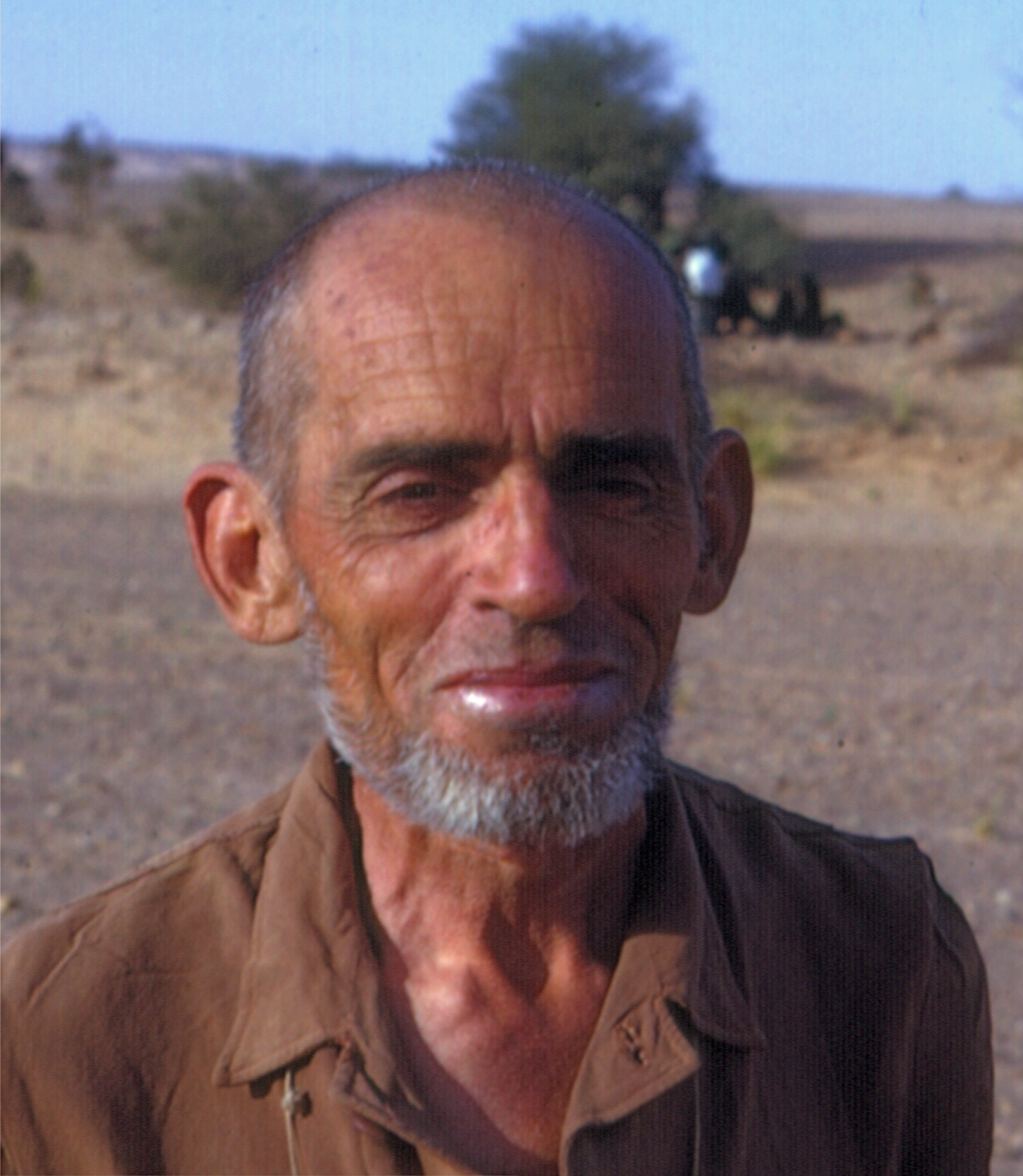
Моно у Сахарі, 1967

Свою кар'єру в Африці він розпочав із вивчення тюленів-монахів на півострові Рас Нуадібу (фр. Cap Blanc, «білий мис»), в Мавританії. Однак невдовзі Моно спрямував свою увагу на пустелю Сахара, яку він надалі розвідуватиме протягом понад 60 років у пошуках метеоритів. І хоча він так і не зміг віднайти того метеорита, якого шукав, йому вдалося відкрити чимало невідомих досі видів рослин, а також декілька важливих археологічних знахідок доби неоліту. Ймовірно, його (на пару із Владіміром Бенаром) найважливішим відкриттям стала знахідка Асселарської людини — людського скелета віком, приблизно, у 6000 років, який був виявлений в районі плоскогір'я Адрар-Іфорас, і якого багато вчених вважають першою в історії археології знахідкою людських останків із чітко вираженими ознаками чорношкірої людини.

## Особисте життя та активізм
Теодор Моно, син Вілфреда Моно, відвідував Ліцей П'єра Корнеля (фр. Lycée Pierre Corneille), що в Руані. Його батько був пастором протестантської церкви Temple Protestant de l'Oratoire du Louvre в Парижі, куди він теж навідувався. Згодом він став президентом-засновником Франкомовної унітаріанської асоціації (1986–1990), першої відкрито-унітаріанської релігійної організації, яка була заснована у Франції, а пізніше спонсорував дочірню організацію AUF, відому як «Братська асамблея християнських унітаріїв».
Моно також був активним у політичному плані. Він брав участь у пацифістських та антиядерних протестах — навіть за кілька місяців до смерті. Він написав декілька статей та книг, які передрікали виникнення суспільного руху на захист навколишнього середовища. Теодор Моно описував себе як християнина-анархіста.
Теодор Моно був праправнуком пастора-протестанта Фредеріка Моно. У нього були спільні предки з біологом Жаком Моно, музикантом Жаком-Луї Моно, політиком Жеромом Моно та режисером Жаном-Люком Ґодаром.

## Вибрані праці
Праці, виправлені та видані французьким видавництвом Actes Sud (Арль):
- Méharées, (Paris, 1937), rééd. 1989.
- L'Émeraude des garamantes, (éditions de L'Harmattan, Paris, 1984), rééd. 1992.
- L'Hippopotame et le philosophe, rééd. 1993.
- Désert lybique, éditions Arthaud, 1994.
- Majâbat Al-Koubrâ, Actes Sud, 1996.
- Maxence au désert, Actes Sud, Arles, 1995.
- Tais-toi et marche …, журнал дослідницьких записів із El Ghallaouya-Aratane-Chinguetti, Actes Sud, 2002.